# تئاتر در آموزش

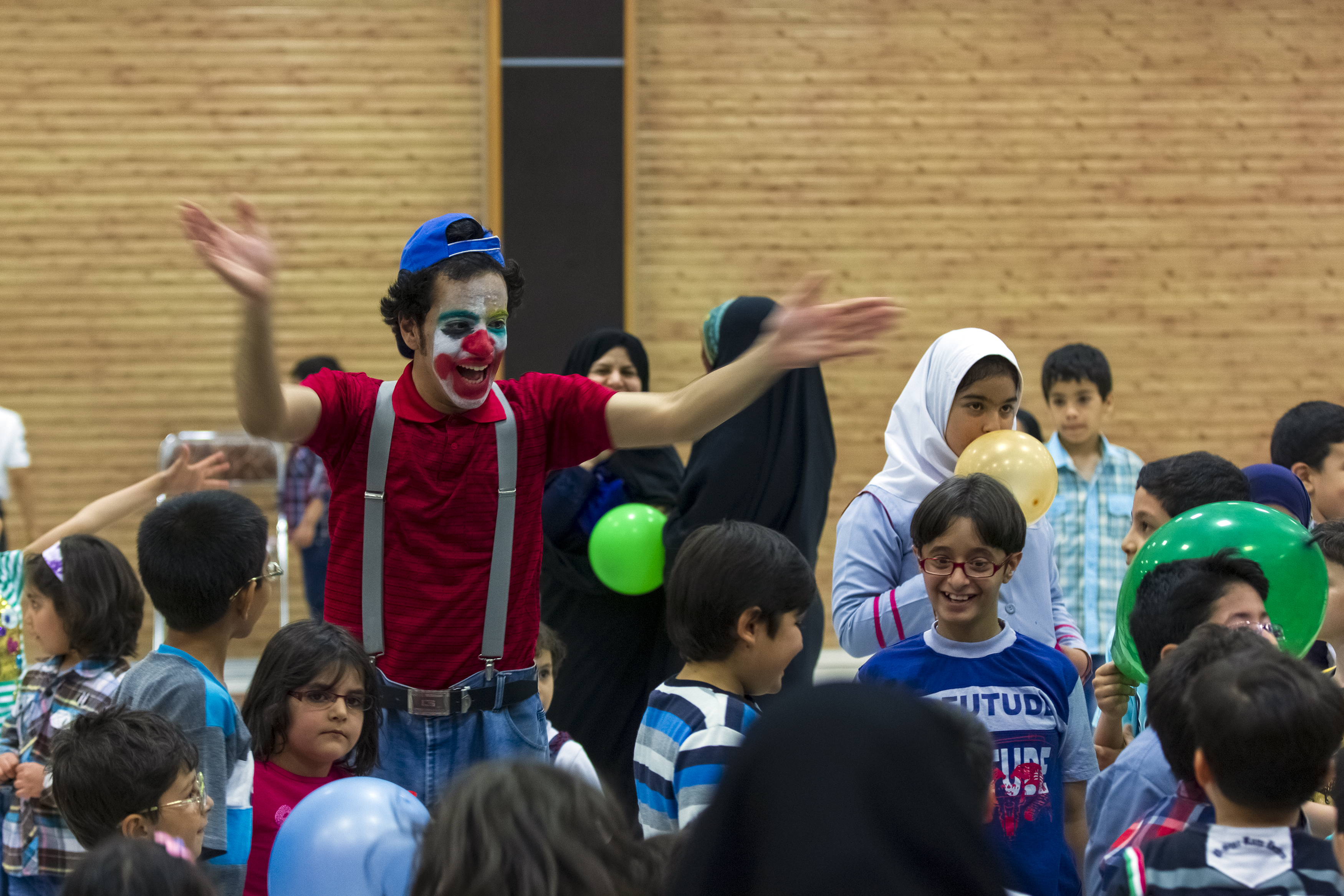
تئاتر بداهه برای کودکان که در آن از نکات آموزشی ویژه کودک استفاده میشود

تئاتر در آموزش (TIE) از سال ۱۹۶۵ در انگلیس آغاز شد و تاکنون ادامه دارد. مونیکا پرندرگست و جولیانا ساکستون از TIE به عنوان «یکی از دو ریشه تاریخی عملکرد تئاتر کاربردی» نام بردند. TIE معمولاً شامل یک شرکت تئاتر است که در یک محیط آموزشی (به عنوان مثال یک مدرسه) برای جوانان اجرا می‌شود و شامل لحظات تعاملی و نمایشی است.
ایده اجرای کودک محور با تأثیر بالا برای مخاطبان مدرسه ای که به‌طور خاص هدف قرار گرفته بودند، به شکل فراگیری محبوبیت یافت. به دلیل تعداد کم مخاطبان، دانش آموزان می‌توانند از طریق کار در نقش و از طریق بحث و مشاغل تشویق شوند. آزمایش دانش آموزان را می‌توان با استفاده از منابع و آموزش یا حمایت از دانش آموزان توسط معلمان پشتیبانی کرد.

## چگونه می‌توان از TIE استفاده کرد
TIE می‌تواند انواع مختلفی از خروجی‌های نهایی را خلق کند:
- خروجی با پشتیبانی از منابع می‌تواند به منظور تحریک واکنش و مشارکت مخاطبان کوچک خود، از طریق بازی در نقش و مباحثه طراحی شود.
- با هدف‌گیری مشخص یک منطقه برای یک گروه سنی خاص در برنامه درسی آموزش شخصی، اجتماعی و بهداشتی یک مدرسه.
- محصول نهایی می‌تواند برای مخاطبان جوان براساس داستان سنتی باشد و در صورت تمایل، طیفی از فعالیت‌های بعد از آن را امکان‌پذیر سازد.
- پیوند داستان با فعالیت‌های مناسب برای کودکان بسیار خردسال، می‌تواند فرصت‌هایی را برای مشارکت فراهم کند.
- برای گروه سنی بزرگسالان ممکن است برخی فعالیت‌های اضافی «نمایشی»، به عنوان مثال یادگیری مهارت‌های والدین یا آماده شدن برای کار اضافه شود.
- باید به‌طور معنی داری سازماندهی شود.

## مزایا
اینها برخی از مزایای TIE هستند
- اعتماد به نفس: دانش آموز با اجرا در مقابل مخاطب اعتماد به نفس لازم برای تکیه بر ایده‌ها و توانایی‌های خود را پیدا می‌کند. این امر در زندگی، شغل و مدرسه وی تأثیر خواهد داشت.
  - تخیل: خارج از چارچوب فکر کردن، و تفسیر مطالب آشنا به روش‌های جدید. به گفته آلبرت انیشتین، «تخیل مهمتر از دانش است.»
  - همدلی: ایفای نقش در موقعیت‌های مختلف، دوره‌های زمانی و فرهنگ‌های مختلف موجب همدلی نسبت به احساسات و دیدگاه‌های دیگران می‌شود.
  - همکاری: این کار ایده‌ها و توانایی‌های جدید شرکت کنندگان خود را با هم ترکیب می‌کند. این یادگیری مشترک شامل بحث و گفتگو، تبادل، مذاکره، تمرین و اجرا است.
  - تمرکز: اجرای نمایش باعث ایجاد تمرکز مداوم در ذهن، بدن و صدا می‌شود که به زندگی و موضوعات مدرسه نیز کمک می‌کند.
  - مهارت‌های ارتباطی: در یک نمایش، دانش آموز بیان کلامی و غیرکلامی افکار خود را افزایش می‌دهد. همچنین باعث بهبود صدا، بیان کلمات و تسلط به زبان می‌شود.
  - خروجی عاطفی: در نمایش دانش آموز مجاز است طیف وسیعی از احساسات را ابراز کند. غم، پرخاشگری و تنش در یک محیط کنترل شده و ایمن آزاد می‌شود و باعث کاهش رفتارهای ضد اجتماعی می‌شود.
  - آرامش: فعالیت‌های تئاتر با از بین بردن فشارهای روحی، جسمی و عاطفی، استرس را کاهش می‌دهد.
  - آمادگی جسمانی: حرکت در نمایش، تعادل بدن، هماهنگی، انعطاف‌پذیری و کنترل را بهبود می‌بخشد.